# Andreas Pistiolis
Andreas Pistiolis (Atenas, Grecia, 6 de julio de 1978) es un entrenador griego de baloncesto. Actualmente dirige al Galatasaray de la Basketbol Süper Ligi.

## Trayectoria
Comenzó su carrera en los banquillos en el equipo juvenil del Panathinaikos BC entre 1996 y 2005, hasta que en 2005 comenzó a trabajar como entrenador asistente en el Panathinaikos BC. Durante sus 7 temporadas allí, fue asistente del entrenador serbio Željko Obradović.
En la temporada 2013-2014, Pistiolis firmó como entrenador asistente de Dimitrios Itoudis en el Bandırma Basketbol İhtisas Kulübü y después de una temporada allí, firmó con el PBC CSKA Moscú siguiendo a Itoudis, siendo entrenador asistente del CSKA Moscú durante 8 temporadas, entre 2014 y 2022.
El 19 de marzo de 2022, se convirtió en el entrenador del Galatasaray de la Basketbol Süper Ligi. El 26 de noviembre de 2022, se anunció que el contrato con el Galatasaray Nef se prorrogó hasta 2025.

## Clubes
- 2005–2012: Panathinaikos BC (Asistente)
- 2013–2014: Bandırma Basketbol İhtisas Kulübü (Asistente)
- 2014-2022: PBC CSKA Moscú (Asistente)
- 2022-Actualidad: Galatasaray